# ギヨーム2世・ド・ダンピエール
ギヨーム2世・ド・ダンピエール（フランス語：Guillaume II de Dampierre, 1196年 - 1231年9月3日）は、ダンピエール領主（在位：1216年 - 1231年）。シャンパーニュ元帥ギー2世とマティルド1世・ド・ブルボンの息子。

## 生涯
兄アルシャンボー8世がブルボン領を、ギヨームがダンピエールをそれぞれ相続した。1223年にフランドル女伯・エノー女伯マルグリット2世と結婚し、自身の死まで「ギヨーム1世」としてフランドルの摂政をつとめた。1226年、ギヨームとマルグリットはサン＝ディジエにシトー会女子修道院を創建した息子ギヨームとジャンは1231年のギヨーム2世の埋葬を含め、生涯修道院を支援した。その他にも、ギヨームとマルグリットはフランドル伯領内にフランヌ修道院などのシトー会修道院を創建した。

## 子女
フランドル女伯マルグリット2世との間に以下の子女をもうけた。
- ギヨーム（1224年 - 1251年） - フランドル伯およびコルトレイク領主[2]
- ジャンヌ（1225年頃 - 1245/6年） - 1239年にルテル伯ユーグ3世と結婚[3]、1243年にバル伯ティボー2世と結婚[3]
- ギー（1226年頃 - 1305年） - フランドル伯
- ジャン（1228年頃 - 1258年） - ダンピエール領主、トロワ子爵、シャンパーニュ元帥[2]
- マリー（1230年頃 - 1302年） - フランヌ女子修道院長（ドゥエー近郊）